# Rheumaptera infumata
Rheumaptera infumata là một loài bướm đêm trong họ Geometridae.